# 拉丁语联盟
拉丁语联盟（拉丁語：Unio Latina）是使用拉丁语族（又称罗曼语族）语言的国家组成的一个国际组织，属于非政府间国际组织。该组织的目的是保护和规划拉丁语世界共同文化遗产并促进一体化。该组织是于1954年在西班牙首都马德里签署的一份协议经投票表决生效后成立的，而在1983年以前，它仅作为一个职能公共机构而存在。该组织創設時，成员国有12个，後來上升到37个。
由於財政問題，拉丁語聯盟於2012年1月26日起暫停了所有活動，同時解散了祕書處（於2012年7月31日開始），以及終止了該組織所有工作人員的僱傭關係。

## 入盟标准
根据拉丁语联盟的官方网站，凡是符合以下标准的国家都具有该组织成员资格：
- 语言学标准：
  - 官方语言起源于拉丁语；
  - 在教育事业中使用拉丁衍生语；
  - 在大众传媒或日常生活中普遍使用拉丁衍生语。

- 语言学或文化标准：
  - 存在某一拉丁衍生语的重要文学；
  - 在印刷和出版业中使用拉丁衍生语；
  - 在电视节目中有很大比例使用某一拉丁衍生语；
  - 无线电广播广泛地使用某一拉丁衍生语。

- 文化标准：
  - 国中仍然存在着直接或间接地继承了古罗马遗产的理念，而所开展的拉丁语教育主要是为了牢记古罗马遗产的传承使命。
  - 开展其他拉丁衍生语文化的教育；
  - 与其他拉丁语国家有交流；
  - 社会机构尤其是在法律方面尊重基本的自由、人权和民主的一般原则、宽容和宗教自由。

## 成员国
拉丁语联盟至今已经拥有位于四个大洲的34个正式成员国和3个永久观察员，按各国所使用的不同罗曼语族官方语言分类如下（有重叠）：
- 加泰罗尼亚语（Català）2个：
  -  安道尔
  -  西班牙（只在加泰罗尼亚、巴利阿里群岛和巴伦西亚自治区作为官方语言）

- 法语5个：
  -  法國
  -  海地
  -  摩納哥
  -  塞内加尔

- 意大利语（Italiano）4个：
  -  義大利
  -  馬爾他騎士團（永久观察员）[3]
  -  圣马力诺
  -  梵蒂冈（永久观察员国）

- 拉丁语（Latin）1个：
  -  梵蒂冈（永久观察员国）

- 葡萄牙语（Português）8个：
  -  安哥拉
  -  巴西
  -  莫桑比克
  -  葡萄牙
  -  聖多美和普林西比
  -  东帝汶

- 罗马尼亚语（Română）2个：
  -  摩尔多瓦[4]
  -  羅馬尼亞

法语世界

意大利语世界

葡萄牙语世界

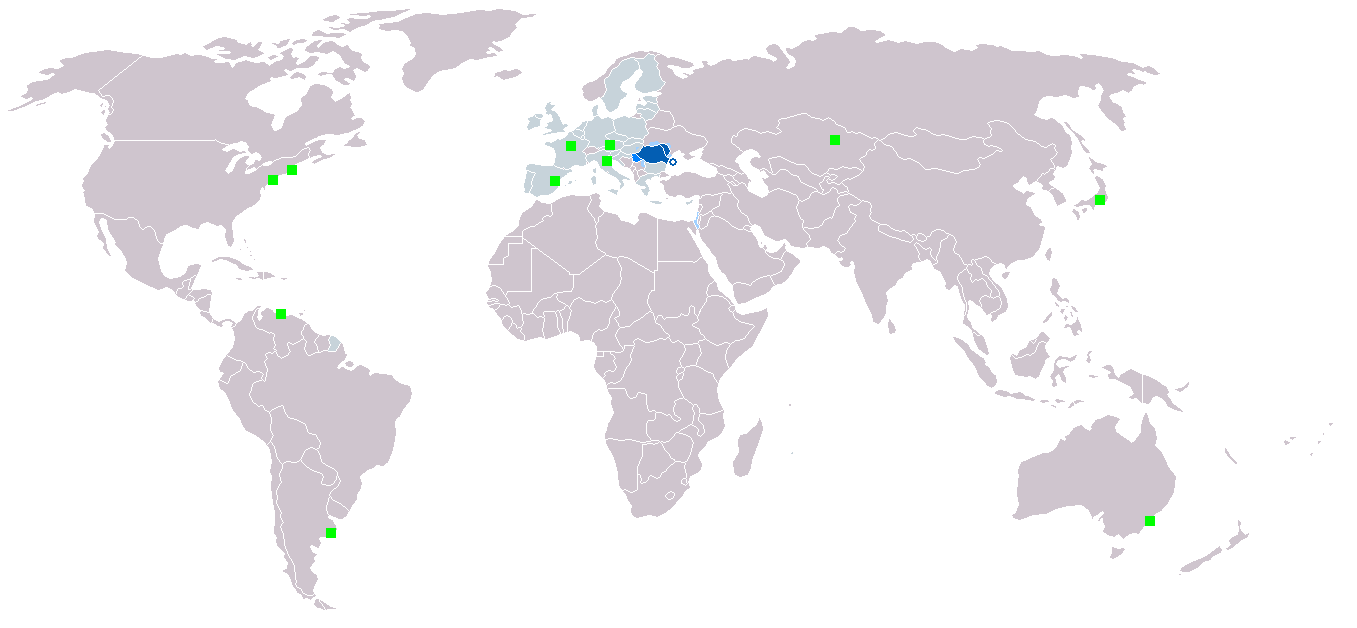
罗马尼亚语世界

西班牙语世界

- 西班牙语或卡斯蒂利亚语（Español, ）[5]20个：
  -  阿根廷（永久观察员国）
  -  玻利维亚
  -  智利
  -  哥伦比亚
  -  古巴
  -  薩爾瓦多
  -  墨西哥
  -  尼加拉瓜
  -  巴拿马
  -  巴拉圭
  -  秘魯
  -  菲律賓（1987年以前作为官方语言，之后失去官方语言地位，但仍为通用语言）

拉丁欧洲区域

  -  西班牙
  -  乌拉圭
  -  委內瑞拉

## 官方语言

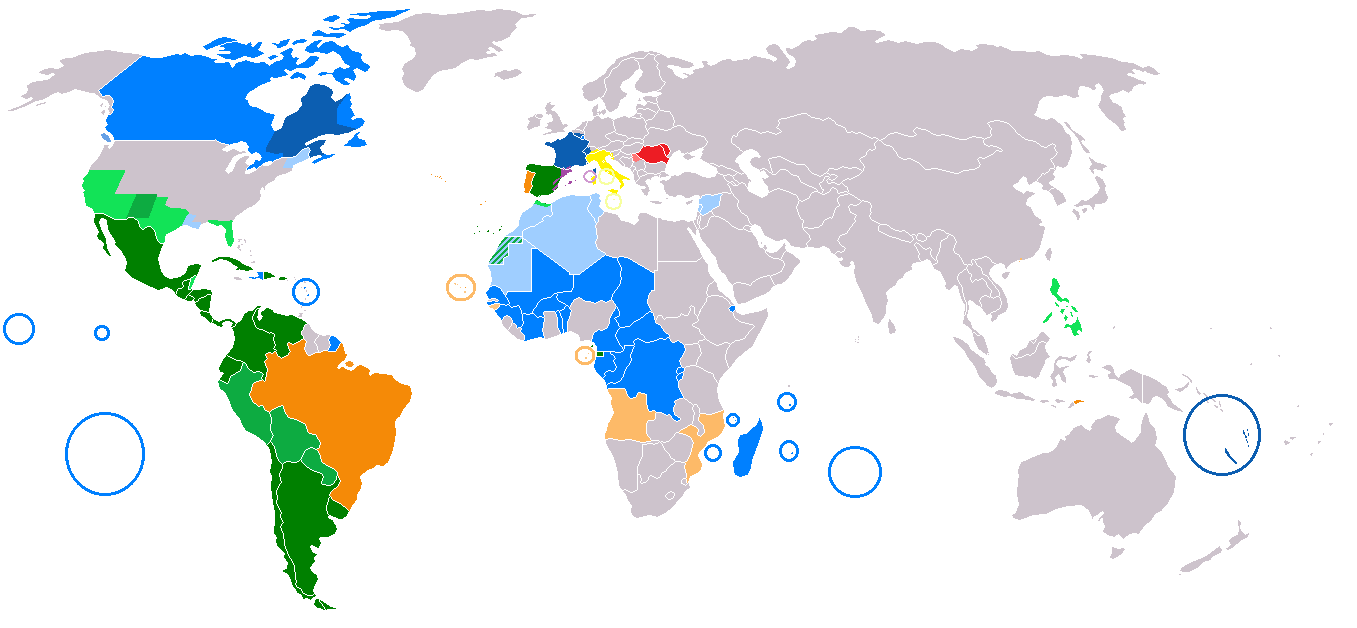
拉丁语世界:
蓝色 – 法语国家
绿色 – 西班牙语国家
橙色 – 葡萄牙语国家
缃色 – 意大利语国家
红色 – 罗马尼亚语国家

拉丁语联盟的官方语言有5种，即法语、意大利语、葡萄牙语、西班牙语和罗马尼亚语，其中前4种语言也是该组织的工作语言。所有主要文件都有4种工作语言的版本，而部分文件也有加泰罗尼亚语和罗马尼亚语版本。自从安道尔加入该组织后，该组织的标志中也包括了该组织的加泰罗尼亚语版本即，因为尽管在安道尔也通行法语和西班牙语，但加泰罗尼亚语是该国唯一的官方语言。

## 常駐觀察員國
常駐觀察員國(OBSERVATEURS PERMANENTS)有四個:阿根廷、墨西哥、馬爾他騎士團、聖座。
- 阿根廷：其官方语言为西班牙语。
- 梵蒂冈：其官方语言为拉丁语和意大利语，但由于只有它一个国家使用拉丁语且它只是观察员国，所以拉丁语不是拉丁语联盟的官方语言。
- 馬爾他騎士團：其官方语言为意大利语。

## 组织机构

### 常设机构
拉丁语联盟的常设机构为秘书处，设秘书长一名，现任秘书长为伯纳蒂诺·奥西奥（Ambasciatore Bernardino Osio）。
秘书处下设4个办公室：
- 行政和财务办公室，主任；
- 文化和交流办公室，主任；
- 语言促进和教育办公室，主任Ernesto Bertolaja；
- 术语和语言产业办公室，主任Daniel Prado

### 执行机构
拉丁语联盟的执行机构为执行理事会，通过每四年一次的选举，在成员中选出12个组成，设主席国一个，副主席国两个。
现在进入执行理事会的12个成员国为巴西、佛得角、古巴、厄瓜多尔、萨尔瓦多、法国、意大利、葡萄牙、西班牙、摩尔多瓦、罗马尼亚和乌拉圭，其中乌拉圭为主席国，葡萄牙和罗马尼亚为副主席国。
执行理事会下设两个委员会：
- 财务和规划委员会
- 法律委员会

### 权力机构
拉丁语联盟的权力机构为成员代表大会，每年开会一次，所有成员都要派代表参加。